# ウラジーミル・コスチェンコ
ウラジーミル・ポリエクトヴィッチ・コスチェンコ（ロシア語: Владимир Полиевктович Костенко, ラテン文字転写: Vladimir Polievktovich Kostenko、1881年9月20日-1956年1月14日）は、ロシアの造船技術者。日露戦争当時、戦艦オリョールの建造に従事。完成後は造船技官（補）として同艦に乗り組み遠征航海に参加、日本海海戦で惨敗、舞鶴、京都での捕虜生活を体験する。帰国後、ロシア艦隊敗北の理由を詳細に分析・報告し、高い評価を得た。その後も軍艦・造船の分野で活躍。アレクセイ・ノビコフ＝プリボイ著『ツシマ（対馬）（Цусима）』で機関科将校（機関士）ワシーリェフとして多くの場面で登場する。

## 経歴
- 1881年9月20日 - ポルタヴァ郡（ウクライナ）ベリーキー・ブジシヤ村に生まれる。父はゼムストヴォの医師ポリエクト・イワノヴィチ・コスチェンコ、母は地主の娘で教師のクズネツォワ。兄弟は弟2人と妹2人。
- 1892年-1900年 - ベルゴロド市のギムナジウムに在学。優等の金メダルで卒業。
- 1900年-1904年 - クロンシュタットの皇帝ニコライ1世海軍技術学校（サンクトペテルブルク海軍大学）造船科に在学。優等の金メダルで卒業。卒業設計-新型軽量高速装甲巡洋艦。
- 1904年-1905年 - 在学当時より建造実習に携わった、戦艦オリョールに造船技官（補）として乗り組みバルチック艦隊の遠征航海に参加、日本海海戦で惨敗。
- 1905年-1906年 - 舞鶴鎮守府海軍病院（現、国立病院機構舞鶴医療センター）、似島検疫所、京都捕虜収容所（本圀寺）で捕虜生活をおくる。
- 1906年 - 戦艦アンドレイ・ペルウォスワニ（英語版）（インペラートル・パーヴェル1世級）の建造を補佐。
- 1907年 - イングランドで装甲巡洋艦リューリク（II）の建造を監督。聖スタニスラフ勲章（二等）を授与される。
- 1908年から - 海軍大学教授アレクセイ・クリロフ（A・H・クリロフ）の指導の下で仕事を行い、1909年7月から10月までイングランドに派遣。
- 1910年 - 革命運動のためトルベツコイ要塞（サンクトペテルブルク）に投獄され、禁固6年の刑を宣告。
- 1911年12月19日 - アレクセイ・クリロフ とイワン・グリゴローヴィチ（I・K・グリゴローヴィチ）の願いにより、ニコライ二世の恩赦で釈放。

- 1956年1月14日 - サンクトペテルブルクで死去。聖セラフィム墓地に埋葬。

## サンクトペテルブルクでの住まい
- カメンノオストロフスキー通り63号棟(1935年まで)
- デカブリストフ通り29号棟
- カメンノオストロフスキー通り24号棟(1947年より)